# 聚炔烃
在化学中，聚炔烃（英語：polyyne）是任何单键和三键交替的有机化合物，即一连串的炔烃（(−C≡C−)
n，其中n > 1）。这类化合物也称作聚乙炔类（polyacetylenes），尤其是在天然产品和化学生态学的著作中，然而这个名称严格来说是指单键和双键交替的乙炔聚合物(−CR=CR′−)。它们也称为寡烯烃（oligoynes）或卡拜类炔烃（carbinoids），后者名称来自此系列中的最后一员，也是碳的假想同素异形体之一卡拜(−C≡C−)
∞。自1960年代以来，许多科学家已声称合成了这个物质，但这些报告都受到质疑。事实上，在许多早期有机合成的尝试中，被辨认为“卡拜”短链的物质，现在会用“聚炔烃”称之。
分子量最小的聚炔烃是丁二炔，又称联乙炔，H−C≡C−C≡C−H。聚炔烃和累积多烯烃以其坚固性和强导电性著称，有潜力用于分子纳米技术中。在氢元素稀少的星际分子云中已经侦测到聚炔烃。